# Francesca Galli
Francesca Galli (ur. 5 lipca 1960 w Desio) – włoska kolarka szosowa, trzykrotna medalistka mistrzostw świata.

## Kariera
Pierwszy sukces w karierze Francesca Galli osiągnęła w 1987 roku, kiedy wspólnie z Monicą Bandini, Imeldą Chiappą i Robertą Bonanomi zdobyła brązowy medal w drużynowej jeździe na czas podczas mistrzostw świata w Villach. W tej samej konkurencji Włoszki z Marią Canins zamiast Chiappy w składzie zdobyły złoty medal na mistrzostwach świata w Ronse w 1988 roku oraz srebrny na rozgrywanych rok później mistrzostwach w Chambéry. Ponadto w 1980 roku zwyciężyła w Trofeo Alfredo Binda - Comune di Cittiglio, a rok wcześniej zdobyła złoty medal mistrzostw Włoch w wyścigu ze startu wspólnego. Nigdy nie wzięła udziału w igrzyskach olimpijskich.